# Vârful Judele, Munții Retezat
Judele este un vârf muntos situat în munții Retezat, și are o altitudine de 2398 m. Accesul pe vârf se poate face dinspre șaua Judele .

## Galerie foto

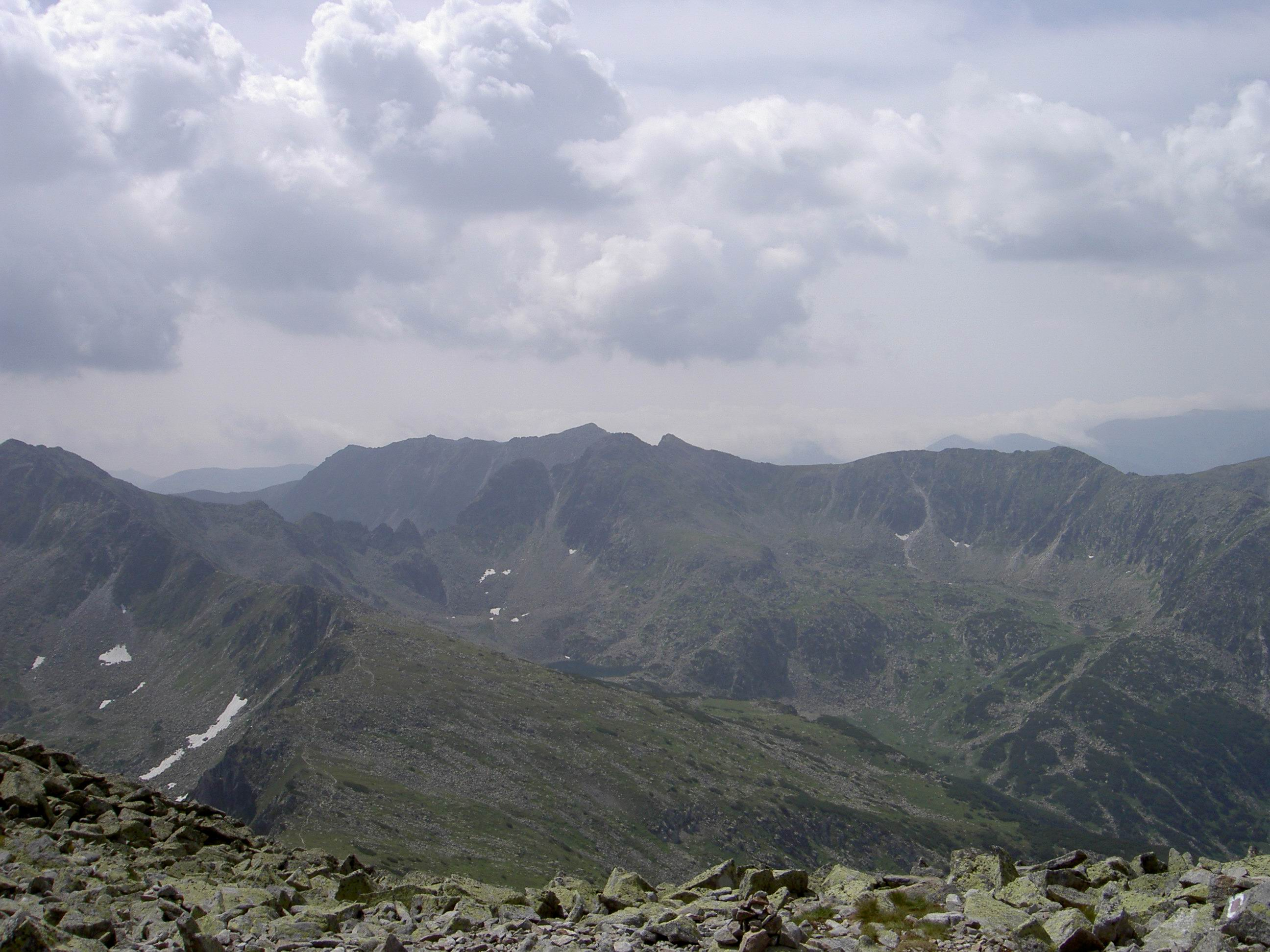
Vârful Judele de pe vârful Retezat
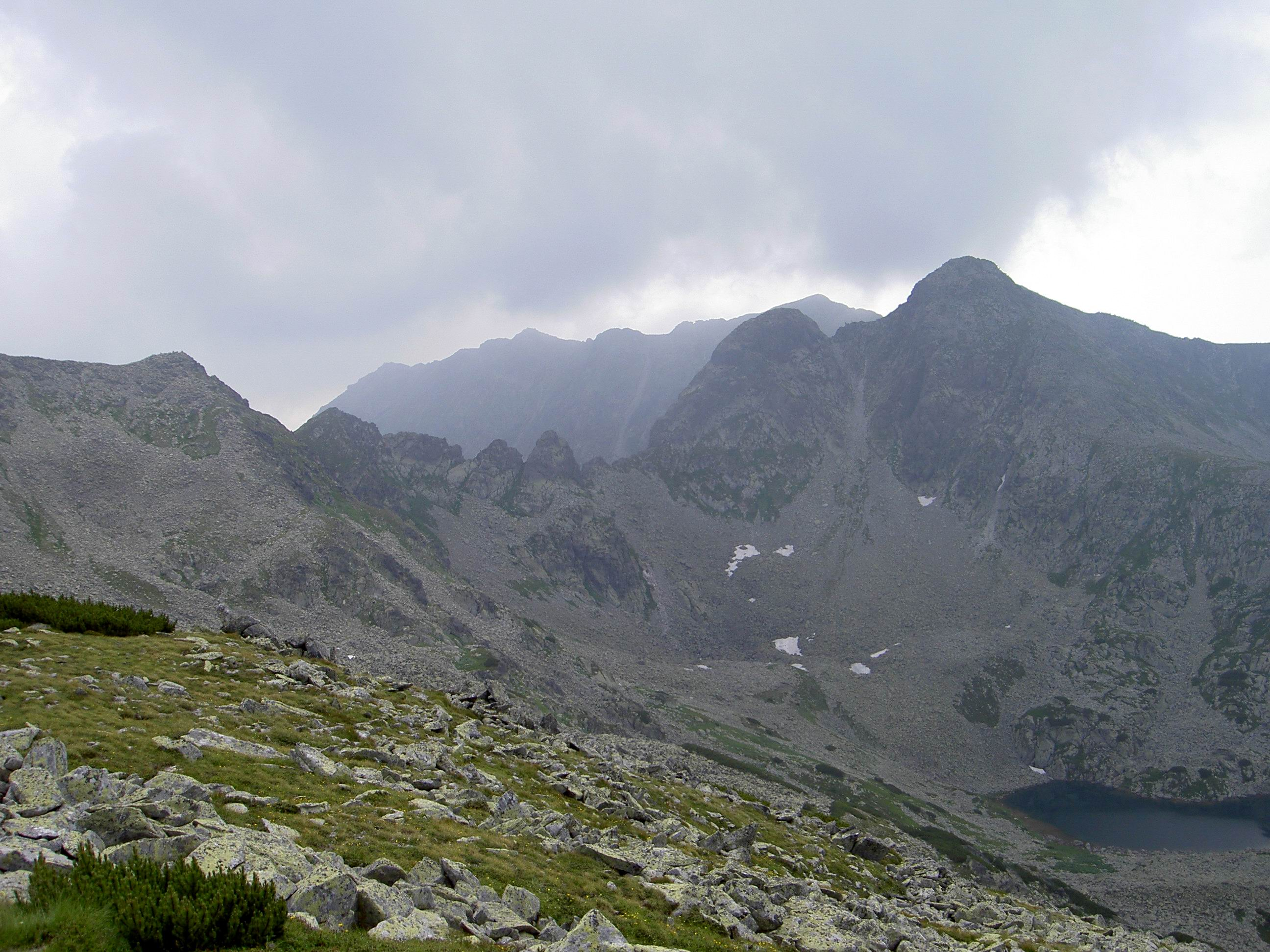
Vârful Judele din şaua Retezat
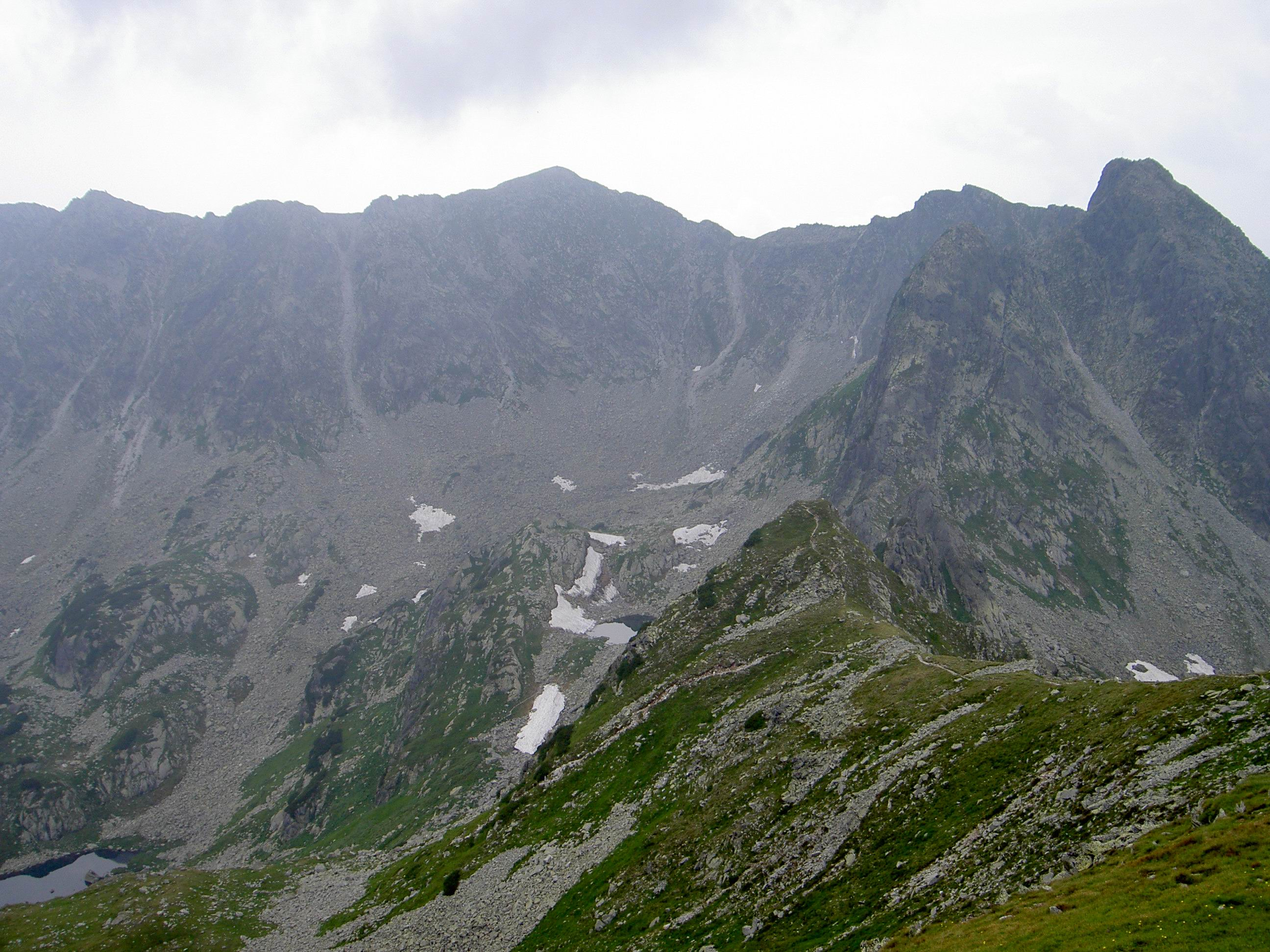
Vârful Judele din Poarta Bucurei
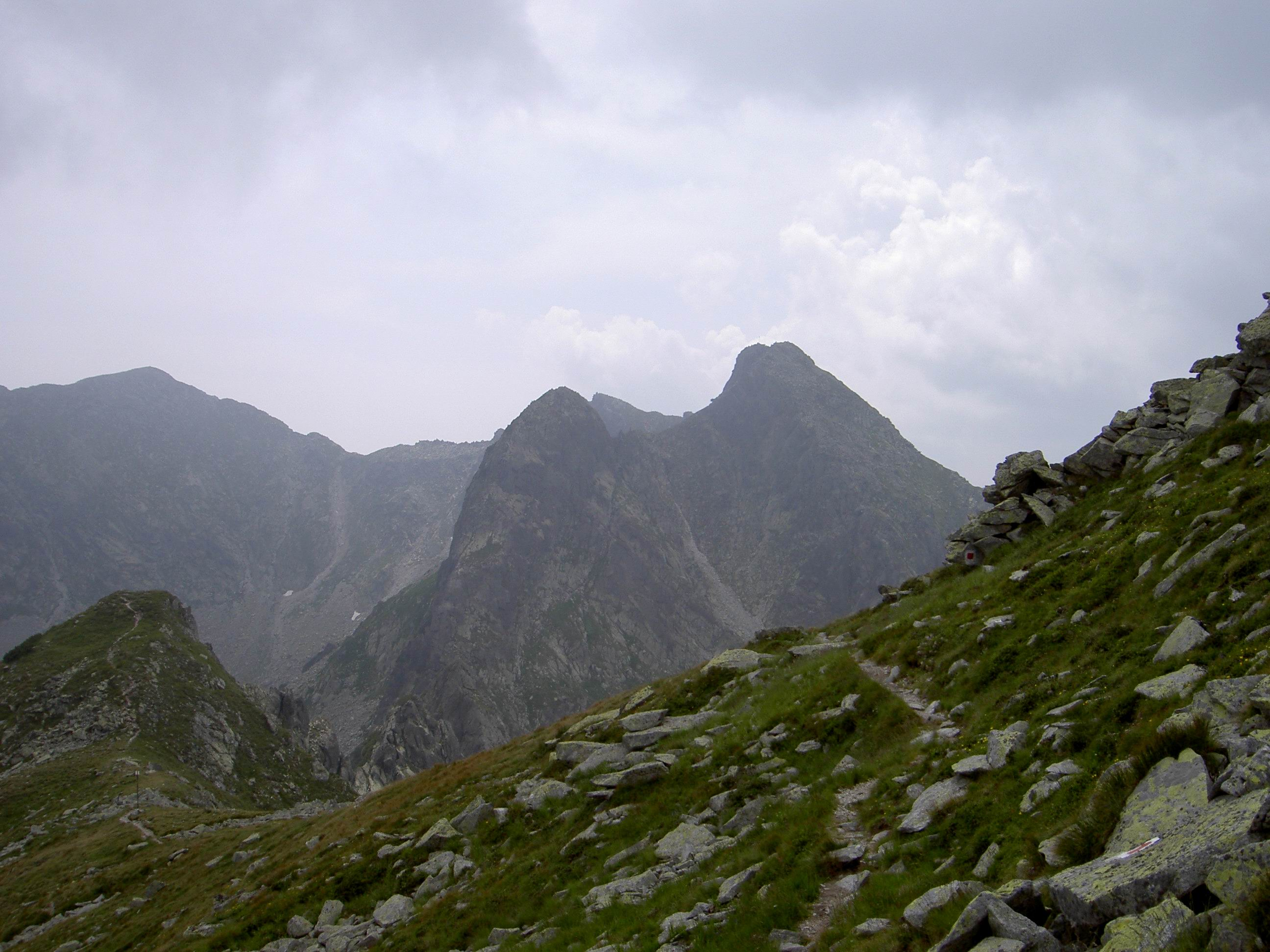
Vârful Judele din Poarta Bucurei
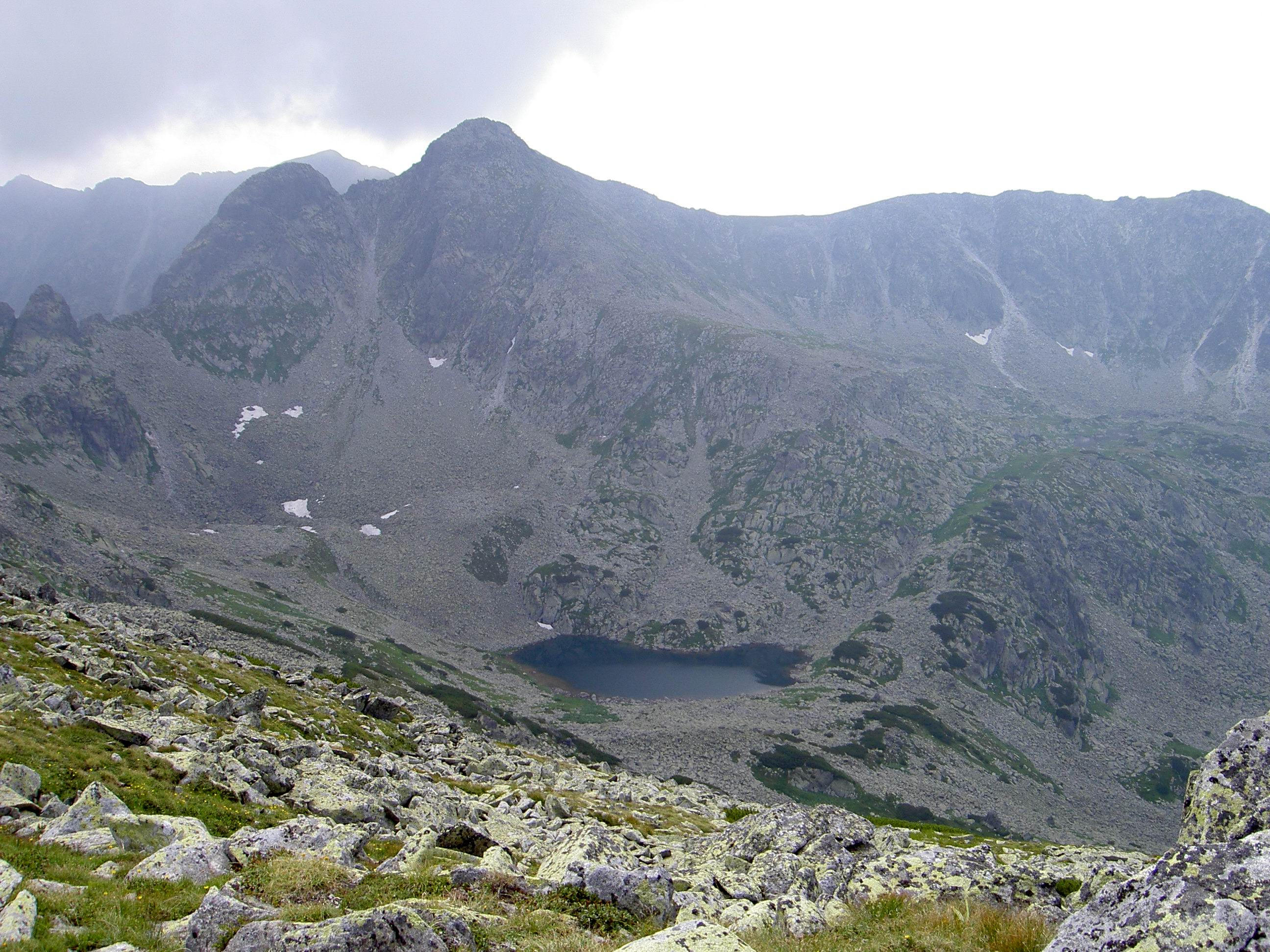
Vârful Judele şi tăul Ştirbu